# برآفتاب تشالاب زرد (مقاطعة تشرداول)
برآفتاب تشالاب زرد (بالفارسية: برآفتاب چالاب زرد) هي قرية تقع في قسم بيجنوند الريفي (مقاطعة تشرداول) في إيران. يقدر عدد سكانها بـ 53 نسمة بحسب إحصاء 2016.